# Gustave Preiss
Gustave Preiss (* 2. Juli 1881 in Weinfelden; † 7. Januar 1963 in Zürich) war ein Schweizer Kameramann.

## Leben

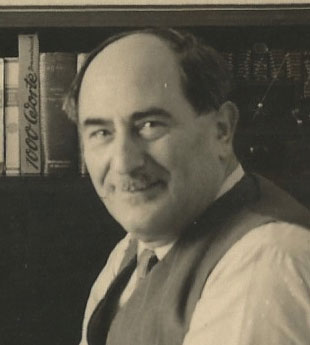
Gustave Preiss

Der Sohn des Erfinders und Filmpioniers Louis Preiss (1851–1921) arbeitete von Beginn an für seinen Vater. Dabei filmte und inszenierte er einige Kurzdokumentationen, wie sie für die Anfangszeit der Kinematographie typisch waren.
Während des Ersten Weltkriegs wechselte er nach Deutschland und wurde dort einer der meistbeschäftigten Kameraleute der Stummfilmzeit. Er arbeitete mit zahlreichen Regisseuren, darunter Harry Piel, Manfred Noa, Carl Froelich und Georg Jacoby. Preiss galt als professioneller Routinier, der kaum einmal künstlerische Ambitionen erkennen ließ. Kurz nach dem Aufkommen des Tonfilms beendete er seine Tätigkeit für das Kino und kehrte in die Schweiz zurück.

## Filmografie
- 1916: Die Töchter des Eichmeisters
- 1916: Theophrastus Paracelsus
- 1917: Wie Bubi Detektiv wurde
- 1917: Fräulein Schwindelmeier

- 1919: Die siebente Großmacht
- 1919: Samson
- 1919: Die Geächteten
- 1919: Das Ende vom Liede
- 1920: Aus der Werkstatt einer Tänzerin
- 1920: Die Luftpiraten
- 1920: Die Geheimnisse des Zirkus Barré
- 1920: Das Fest der schwarzen Tulpe
- 1920: Die Benefiz-Vorstellung der vier Teufel
- 1920: Die entfesselte Menschheit
- 1920: Die Todeskarawane
- 1921: Ehrenschuld
- 1921: Die Amazone
- 1921: Die Geschwister Barelli
- 1921: Perlen bedeuten Tränen
- 1922: Das goldene Netz
- 1922: Zwischen Tag und Traum
- 1922: Nathan der Weise
- 1923: Koenigsmark
- 1924: Helena (2 Teile)
- 1924: Das Mädel von Capri
- 1924: Prater
- 1924: Mutter und Kind
- 1924: Das goldene Kalb
- 1925: Eine Minute vor Zwölf
- 1926: Der Wilderer
- 1926: Der Mann aus dem Jenseits
- 1926: Der dumme August des Zirkus Romanelli
- 1926: Junges Blut
- 1926: Warum sich scheiden lassen?
- 1926: Das graue Haus
- 1926: Die drei Mannequins
- 1926: Das Panzergewölbe
- 1927: Violantha
- 1927: Wenn der junge Wein blüht
- 1927: Da hält die Welt den Atem an
- 1927: Meine Tante – Deine Tante
- 1927: Die weiße Sklavin
- 1927: Die Stadt der tausend Freuden
- 1927: Der falsche Prinz
- 1928: Lotte
- 1928: Marys großes Geheimnis
- 1928: Liebe und Diebe
- 1928: Zuflucht
- 1928: Fünf bange Tage
- 1928: Liebe im Kuhstall
- 1929: Die Todesfahrt im Weltrekord
- 1929: Die Frau, die jeder liebt, bist Du!
- 1929: Liebfraumilch
- 1929: Rosen blühen auf dem Heidegrab
- 1929: Die Garde-Diva
- 1930: Der Liebesmarkt
- 1930: Ruhiges Heim mit Küchenbenutzung
- 1930: Stürmisch die Nacht